# Vasquida García
Vasquida García, död 1579, var en spansk naturläkare som blev föremål för en häxprocess och dömdes till att brännas på bål av spanska inkvisitionen. En gata i Pontevedra bär hennes namn.